# إقليم ماجلان
إقليم ماجلان رسميًا إقليم ماجلان وأنتارتيكا التشيليّة (بالأسبانية: XII Región de Magallanes y de la Antártica Chilena)  هو واحد من 15 إقليمًا في جمهوريّة تشيلي، حيث يُعتبر الإقليم التقسيم الإداري الأول في البلاد. يتكوّن هذا الإقليم من 4 مقاطعات؛ هي أولتیما اسبرانزا، ماجلان، تييرا ديل فويغو، وأنتارتيكا التشيلية. يقع في أقصى جنوب البلاد، ضمن منطقة بتاغونيا، ويمتد إلى القارة القطبية الجنوبية.
تُعتبر مدينة بونتا أريناس عاصمة الإقليم، كما تُعتبر مُدُن كابو دي في هورنوس، أنتارتيكا، وناتالس من أهم المدن والبلديّات أيضًا. تبلغ مساحة الإقليم حوالي 132,291 كيلومترًا مربعًا، كما بلغ عدد سكانه 155,332 نسمة (في عام 2012.)

## الجغرافيا
بالرغم من المساحة الشاسعة لهذا الإقليم، إلاّ أن أرضه ليست صالحة لتربية الأغنام، ولذلك، فإنها غير صالحة للاستيطان البشري، حيث يعيش حوالي 80% من السكان في مركز الإقليم بونتا أريناس. يُشار إلى أن الإقليم قد أصبح له منطقة زمنية خاصة به منذ عام 2017، حيث يتم استخدام التوقيت الصيفي في كل السنة (توقيت عالمي منسق-3). يضم هذا الإقليم العديد من المعالم الجغرافيّة المعروفة عالميًا، مثل رأس هورن، جزر أرض النار، وأنتارتيكا التشيليّة. كما يضم أيضًا إقليم أنتاركتيكا التشيلي.

## الاقتصاد
يعتبر كل من استخراج النفط، والسياحة النشاطات الاقتصادية الرئيسيّة في هذا الإقليم، الذي يُعتبر الأقل فقرًا في تشيلي، حيث يُعد دخل الأسر فيه الأعلى في البلاد.

## الصور

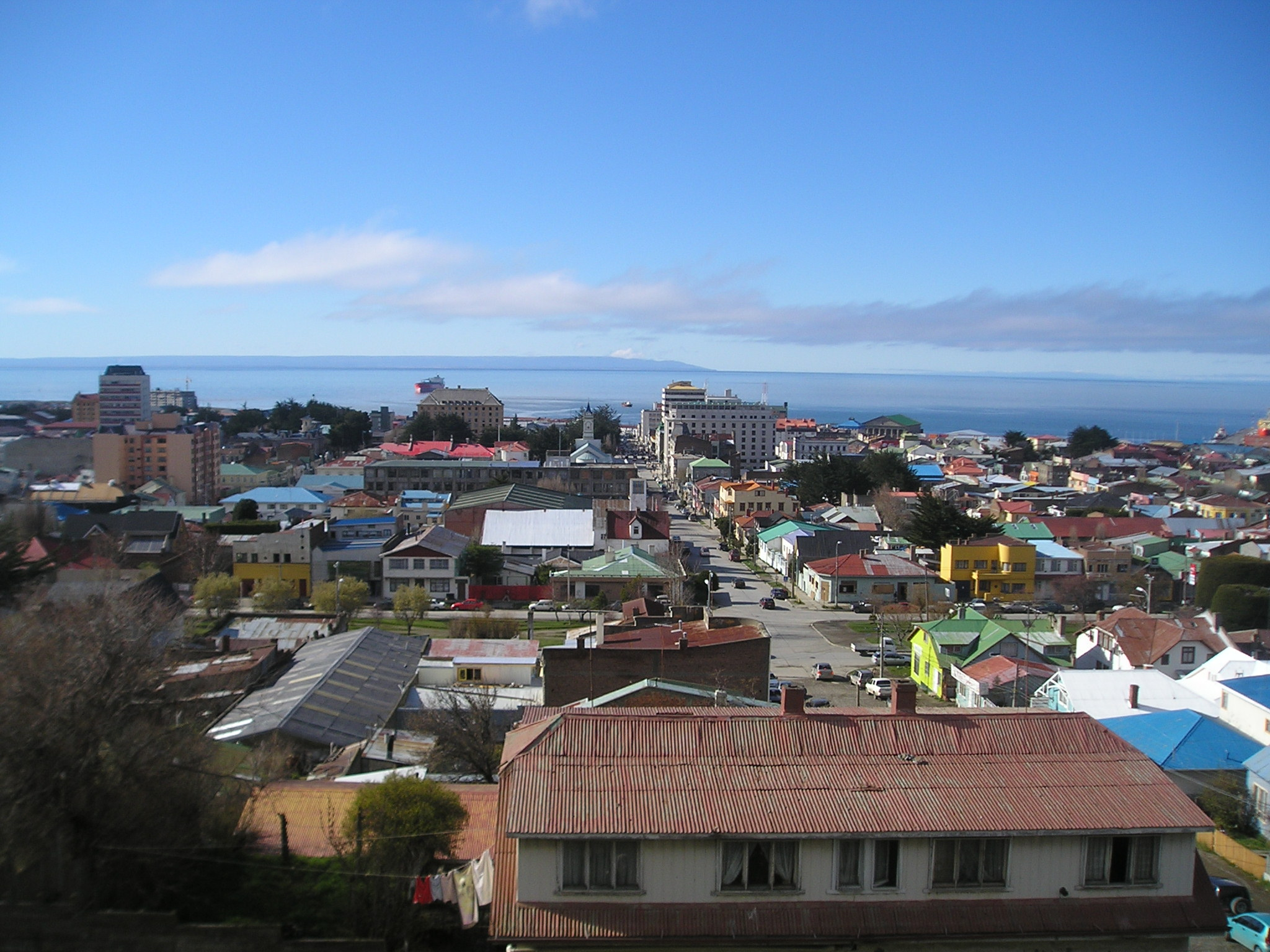
مدينة بونتا أريناس، مركز الإقليم
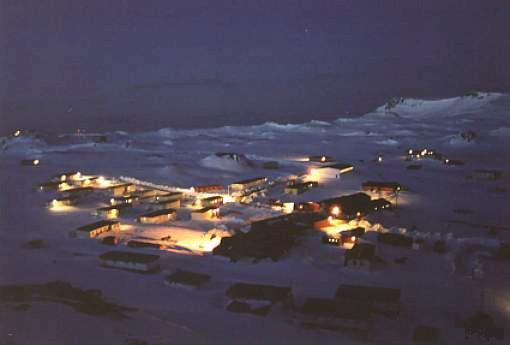
الأراضي التشيلية بالقطب الجنوبي
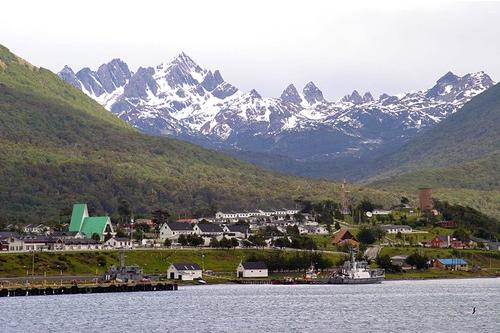
مدينة كابو دي في هورنوس

## التقسيم الإداري
ينقسم إقليم ماجلان إلى 4 مقاطعات (بالأسبانية: Provincia)؛ هي أولتیما اسبرانزا (باللون البرتقالي)، ماجلان (باللون الأصفر)، تييرا ديل فويغو (باللون الأخضر)، وأنتارتيكا التشيلية (باللون البرتقالي المُصفر). وتنقسم هذه المقاطعات الأربع بدورها إلى 11 بلديّة (بالأسبانية: Comuna):

التقسيم الإداري لإقليم ماجلان.

## وصلات خارجية
- الموقع الرسمي للإقليم (بالإسبانية)